# ثماني وجوه
في الهندسة الرياضية، ثُماني الوجوه أو ثماني الأوجه أو ثماني السطوح (بالإنجليزية: Octahedron) هو أي متعدد وجوه له ثمانية أوجه. إحدى الحالات الخاصة هي ثماني الوجوه المنتظم، وهو مجسّم أفلاطوني يتألّف من ثمانية مثلثات متساوية الأضلاع، تلتقي أربعة منها عند كل رأس. توجد أيضًا أنواع عديدة من ثمانيات الوجوه غير المنتظمة، بما في ذلك الأشكال المحدبة وغير المحدبة.

## ثماني الوجوه المنتظم

### الأبعاد
إذا كان طول ضلع ثماني الأوجه هو a، فإن نصف قطر المجال المقيد (الذي يلمس الثماني الأفقي في جميع القمم) هو:
{\displaystyle r_{u}={\frac {a}{2}}{\sqrt {2}}\approx 0.707\cdot a}
ونصف قطر المجال المدرج (المماس لكل من الوجوه الثماني) هو:
{\displaystyle r_{i}={\frac {a}{6}}{\sqrt {6}}\approx 0.408\cdot a}
في حين أن منتصف القطر الذي يمس وسط كل ضلع، هو:
{\displaystyle r_{m}={\frac {a}{2}}=0.5\cdot a}

### الإسقاطات المتعامدة
| التمركز          | الضلع | الوجه الطبيعي | قمة الرأس | الوجه |
| ---------------- | ----- | ------------- | --------- | ----- |
| الصورة           |       |               |           |       |
| التماثل الإسقاطي | [2]   | [2]           | [4]       | [6]   |

### التبليط الكروي
يُمكن أن يتم تمثيل ثماني الأوجه على شكل تبليط كروي، بحيث يكون إسقاط السطح عبر إسقاط المجسم. هذا الاسقاط يُحافظ على الزوايا ولكن ليس الأطوال والمراكز. وتكون خطوط مستقيمة على المجال كأقواس دائرية على متن السطح.
|             |             |
| إسقاط عمودي | إسقاط متواز |

### المساحة والحجم
مساحة السطح A والحجم V لثماني الأوجه والضلع هو a. ويكون الحساب كالتالي:
{\displaystyle A=2{\sqrt {3}}a^{2}\approx 3.464a^{2}}
{\displaystyle V={\frac {1}{3}}{\sqrt {2}}a^{3}\approx 0.471a^{3}}
وبالتالي فإن حجم أربع مرات من رباعي سطوح يساوي طول الضلع، في حين يساوي مساحة السطح مرتين (لأن لدينا 8 بدلاً من 4 مثلثات).

## ثماني الأوجه في العالم المادي

### ثماني الأوجه في الطبيعة

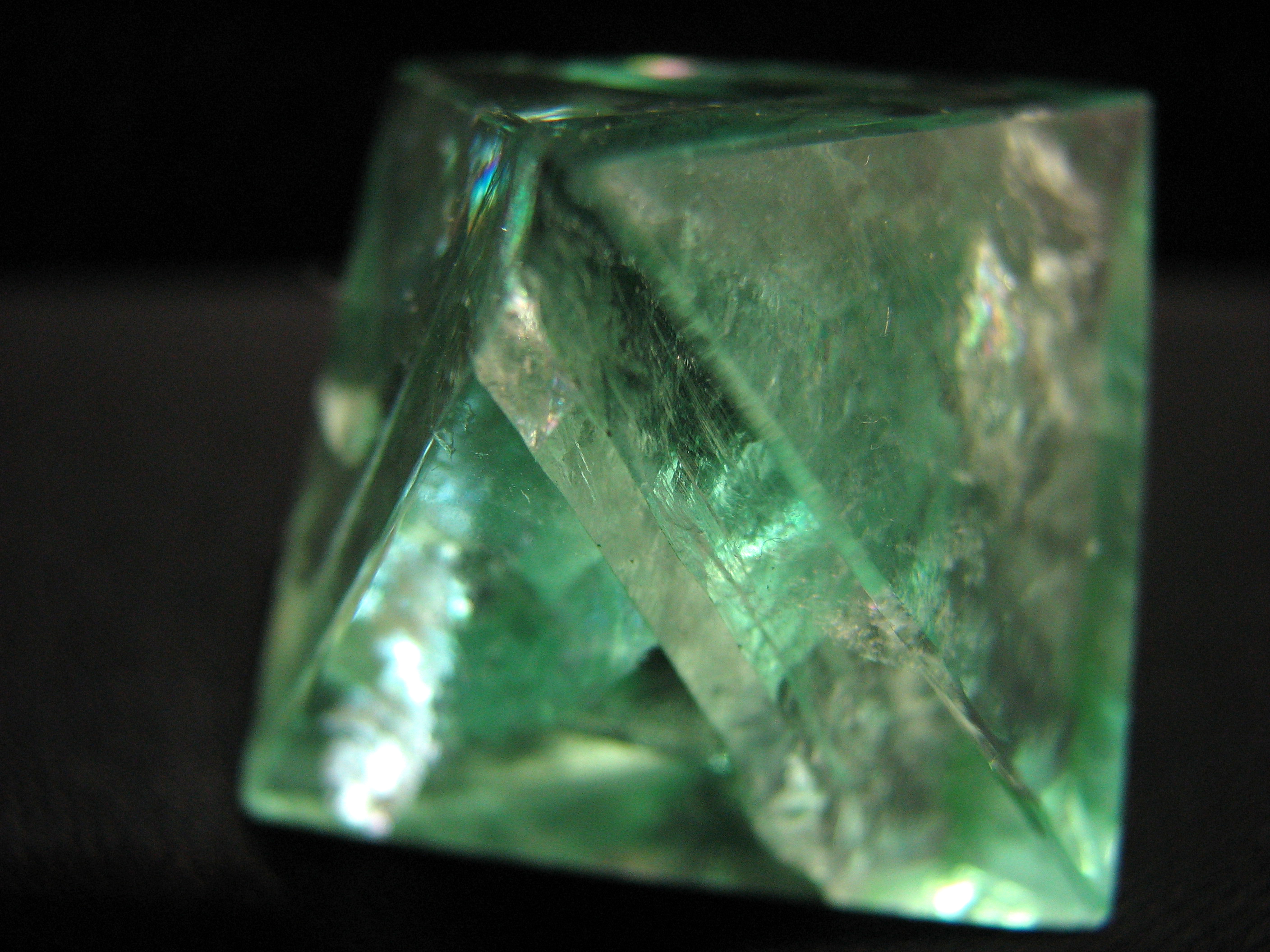
بلورات الفلوريت.

- بلورات الفلوريت والألماس والشب عادةً ما تكون ثماني الأوجه.
- يتم ترتيب لوحات من سبائك كاماسيت في النيازك موازية لثماني الأوجه.
- العديد من أيونات المعادن يكون تكوينها وتنسيقها ثماني الأوجه.

### ثماني الأوجه في الفن والثقافة
- لعبة ثعبان روبيك[الإنجليزية] تشكل أحدها ثماني الأوجه.
- فيلم ترون (1982) أخذ أحد الشخصيات (Bit) شكل ثماني الأوجه.